# Джек Горслі
Джек Горслі (англ. Jack Horsley, 25 вересня 1951) — американський плавець.
Призер Олімпійських Ігор 1968 року.